# Комаровичи (Гомельская область)
Комаровичи (бел. Камаровічы) — агрогородок в Петриковском районе Гомельской области Белоруссии, административный центр Комаровичского сельсовета .

## География
В 56 км на север от Петрикова, 46 км от железнодорожной станции Муляровка (на линии Лунинец — Калинковичи), 224 км от Гомеля.
На востоке через деревню проходят мелиоративные каналы.

## История
По письменным источникам известна с XVI века как деревня в Мозырском повете Минского воеводства Великого княжества Литовского. Действовала деревянная Свято-Троицкая церковь (в ней хранились метрические книги с 1756 года), в фольварке кирпичный костёл.
После 2-го раздела Речи Посполитой (1793 год) в составе Российской империи. В 1801 году вместо обветшавшего построено новое здание церкви. В 1816 году во владении Еленских. Обозначена на карте 1866 года, которая использовалась Западной мелиоративной экспедицией, работавшей в этих местах в 1890-е годы. В 1868 году в составе одноимённого поместья, собственность дворянки Еленской, которая владела в 1876 году в деревнях Комаровичи и Головчицы 721 десятиной земли, действовала винокурня, деревня Заполье (присоединена в 1974 году к деревне Комаровичи, сейчас не существует), Была центром Комаровичской волости (до 17 июля 1924 года), в которую в 1885 году входили 14 селений с 390 дворами, в Мозырском уезде Минской губернии. Согласно переписи 1897 года действовало почтовое отделение. В 1917 году открыта школа.
В 1923 году для школы выделено национализированное здание. В поместье в 1920-е годы был создан совхоз «Комаровичи» (1335 га земли). С 20 августа 1924 года центр Комаровичского сельсовета Петриковского, с 12 февраля 1935 года Копаткевичского, с 25 декабря 1962 года Петриковского районов Мозырского (с 26 июля 1930 года и с 21 июня 1935 года до 20 февраля 1938 года) округа, с 20 февраля 1938 года Полесской, с 8 января 1954 года Гомельской областей.
В 1930 году организован колхоз «Новая жизнь», работали винзавод (с 1905 года), паровая мельница, кузница. Во время Великой Отечественной войны в 1943 году в деревне и окружающих лесах базировались Полесский подпольный обком КП(б)Б, штаб партизанского соединения Полесской области и подпольная типография. 8 марта 1943 года оккупанты сожгли деревню и убили 112 жителей. В братской могиле похоронены 53 советских солдата и партизана, которые погибли в боях против оккупантов. 136 жителей погибли на фронте. Согласно переписи 1959 года центр совхоза «Комаровичи». Действуют лесничество, швейная мастерская, хлебопекарня, средняя школа, Дом культуры, библиотека, детский сад, амбулатория, отделение связи, столовая, 3 магазина, музей боевой славы.
В состав Комаровичского сельсовета входили деревни: до 1974 года — Заполье, до 1981 года — Забинье (в настоящее время не существуют).

## Население
- 1795 год — 50 дворов, 401 житель.
- 1816 год — 54 двора, 309 жителей.
- 1868 год — 74 двора, 459 жителей.
- 1897 год — 495 жителей (согласно переписи).
- 1908 год — 86 дворов, 530 жителей.
- 1917 год — 685 жителей.
- 1921 год — 130 дворов, 694 жителя.
- 1940 год — 295 дворов, 832 жителя.
- 1959 год — 421 житель (согласно переписи).
- 2004 год — 319 хозяйств, 761 житель.

## Известные уроженцы
- М. К. Кисель - полный Георгиевский кавалер

Ф. А. Малышев — Герой Советского Союза (из бывшей деревни Заполье).
- Э. Еленская — польская писательница.
- С. И. Корж — лауреат Государственной премии СССР.

## Транспортная сеть
Транспортные связи по просёлочной, затем автомобильной дороге, которая связывает деревню с Копаткевичами. Планировка состоит из длинной криволинейной меридиональной улицы, к которой с запада присоединяются 2 прямолинейные улицы и 2 переулка. Застройка двусторонняя, деревянная, усадебного типа.